# Manuel Tovar Siles
Manuel Tovar Siles (Granada, 1875-Chamartín de la Rosa, 1935) fue un dibujante y caricaturista español, que también firmó algunos de sus trabajos como «Don Hermógenes».

## Biografía

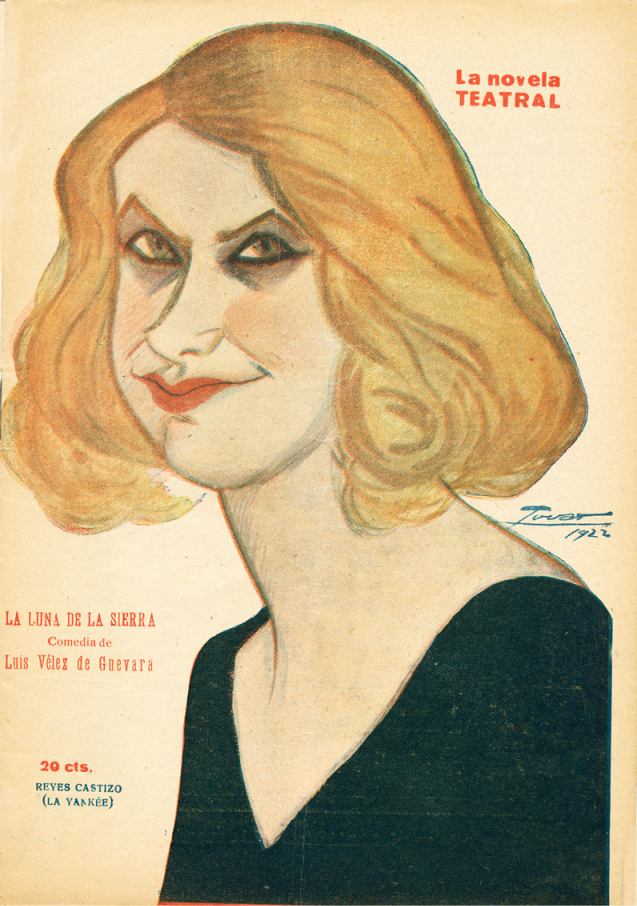
Reyes Castizo (La Yankee) retratada por Tovar en La Novela Teatral (1922)

Nacido en Granada el 10 de agosto de 1875, el propio Manuel Tovar afirmó en una entrevista que su enseñanza fue autodidacta, así como que uno de los artistas que más le influyó fue Ramón Cilla. Aunque colaboró en sus inicios para revistas de Valencia y Barcelona, se trasladó joven a Madrid. Al comienzo de su carrera llegó a emplear el pseudónimo «Don Hermógenes».
Cultivó áreas diversas, como la caricatura personal, la sátira política o bien temáticas costumbristas, además de pintar óleos y acuarelas, faceta esta última menos conocida.
Trabajó ilustrando publicaciones como Madrid Cómico, Gedeón, La Correspondencia de España, El Liberal, ABC, El Sol, La Voz, La Esfera, Blanco y Negro, Nuevo Mundo, Mundo Gráfico, Buen Humor, El Imparcial, La Hoja de Parra, Gutiérrez, La Risa, ¡Oiga usted...!, Heraldo de Madrid, España Nueva, La Bandera Federal y Don Quijote, entre otras.
Tovar, que participó en la colección de novela corta El Cuento Semanal, realizó la mayor parte de las caricaturas en portada de la colección dramática La Novela Teatral, publicada entre 1916 y 1925, además de ilustrar su continuadora, la colección Comedias.
En el plano personal estuvo casado con Concepción Rodríguez y tuvo dos hijos, Manuel y Conchita. Tras su muerte en Madrid el 10 de abril de 1935, fue enterrado en el cementerio de la Almudena.
Calificado por Mariano Sánchez de Palacios como «una de las figuras más representativas del Madrid periodístico del primer cuarto de siglo», el periódico La Libertad afirmaría tras su fallecimiento que Tovar «era para Madrid su dibujante popular» y años más tarde Federico Carlos Sainz de Robles le definiría como «el Arniches del lápiz».

## Viñetas

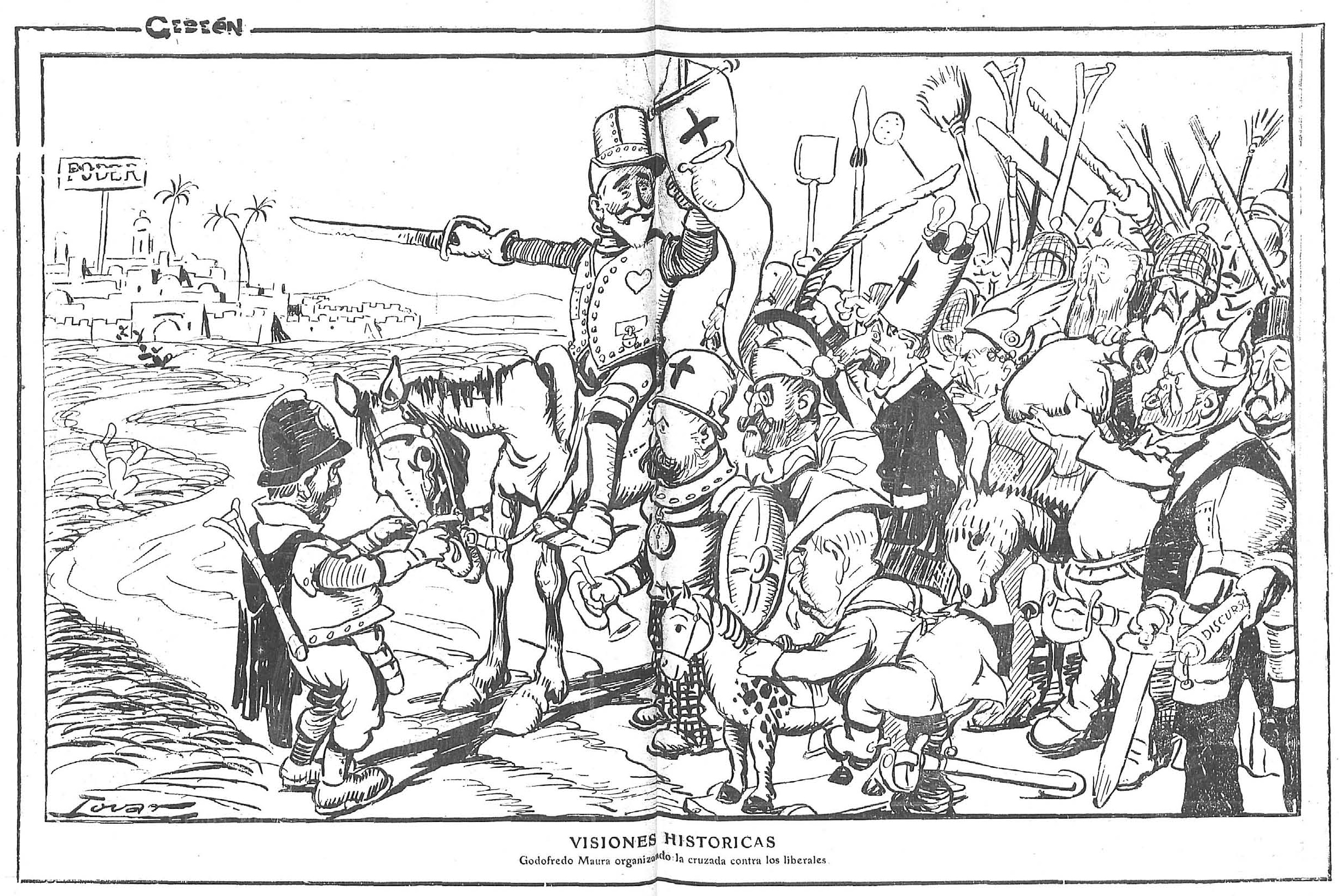
«Visiones históricas» (Gedeón, 1912)
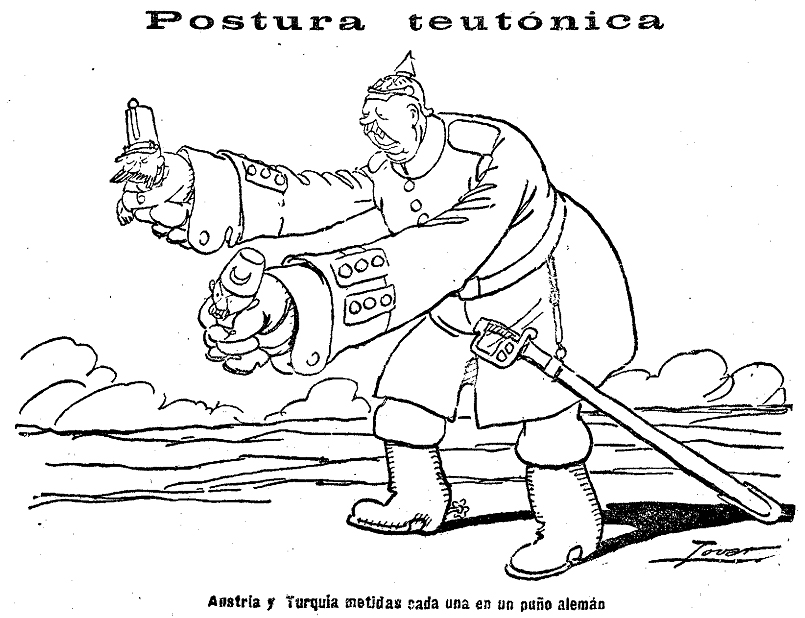
«Postura teutónica» (El Imparcial, 1915)
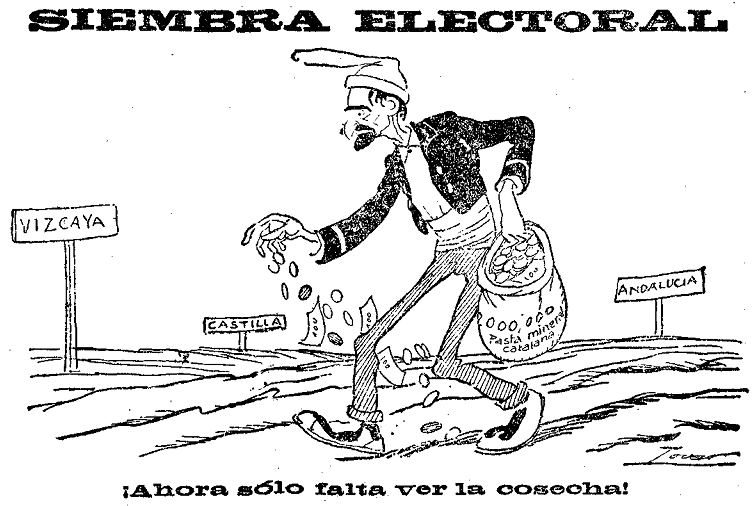
«Siembra electoral» (Heraldo de Madrid, 1918)
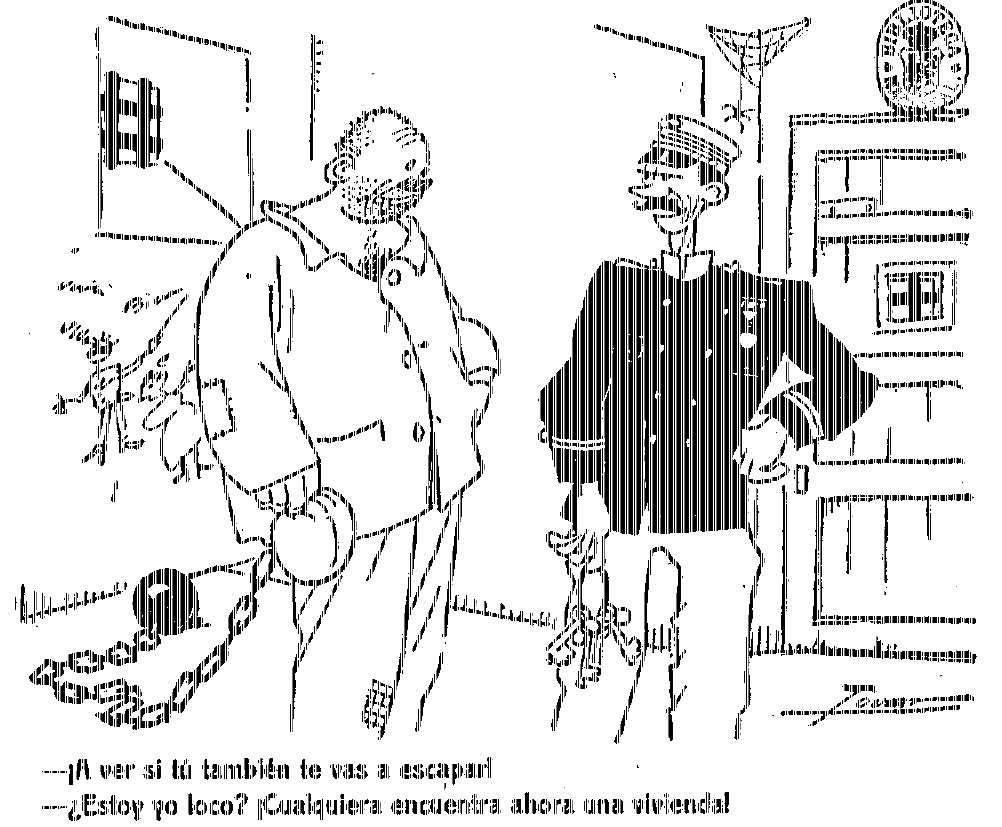
(La Voz, 1920)
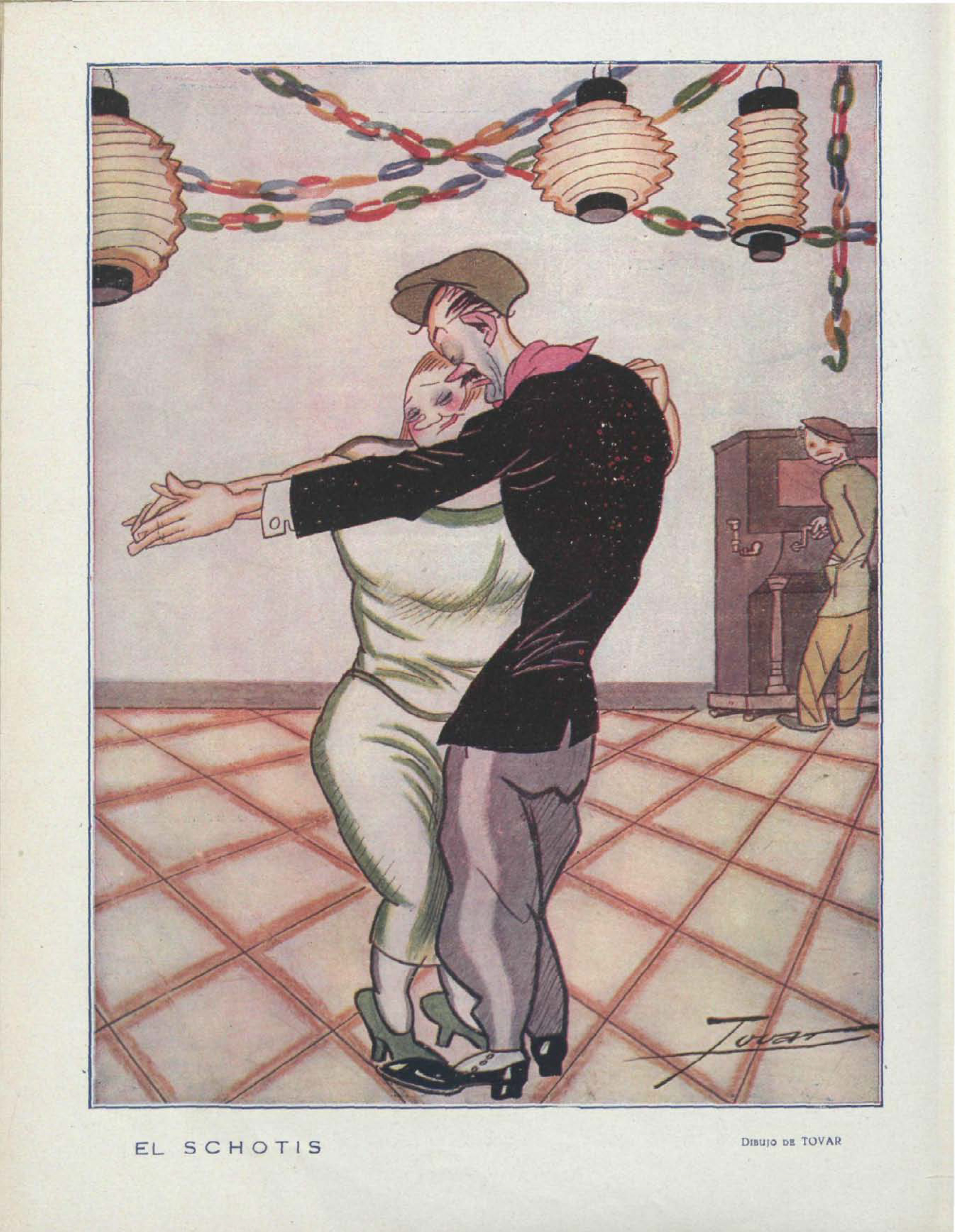
«El schotis» (Buen Humor, 1926)